# Burgbrohler Darlehnskassenverein
Der Burgbrohler Darlehnskassenverein mit Sitz in Burgbrohl im heutigen Landkreis Ahrweiler in Rheinland-Pfalz wurde am 28. Februar 1869 gegründet.
Der Burgbrohler Darlehnskassenverein wurde auf Initiative des Bürgermeisters Salentin ins Leben gerufen.
Im Jahr 1992 fusionierte die seit 1982 als Raiffeisenkasse Brohltal bezeichnete Bank mit der Volksbank Andernach. 
Durch den Zusammenschluss im Jahr 2000 entstand aus den genannten Volksbanken die heutige Volksbank RheinAhrEifel. 